# Pawn (film, 2020)
Pour les articles homonymes, voir Pawn (homonymie).
Pour plus de détails, voir Fiche technique et Distribution.
Pawn (hangeul : 담보 ; RR : Dambo, litt. « Garantie ») est un film dramatique sud-coréen réalisé par Kang Dae-gyu et sorti en 2020 en Corée du Sud. Il raconte l'histoire de deux agents de recouvrement qui s'occupent de la fillette de neuf ans d'une immigrée clandestine comme « garantie ».
Il totalise 1,7 million d'entrées au box-office sud-coréen de 2020,.

## Synopsis
En 1993, Doo-seok (Seong Dong-il (en)) et Jong-bae (Kim Hee-won (en)), deux agents de recouvrements travaillant à Incheon, acceptent de s'occuper de la fillette de neuf ans Seung-yi (Park So-yi) comme « garantie » de la dette de Myeong-ja (Kim Yoon-jin). Myeong-ja est une immigrante illégale expulsée de Corée du Sud. Doo-seok et Jong-bae deviennent ainsi les tuteurs de Seung-yi. Tandis qu'ils vivent ensemble, ils finissent par tisser des liens familiaux.

## Fiche technique
- Titre original : 담보
- Titre international : Pawn
- Réalisation : Park Sang-hyeon
- Scénario : Park Ji-wan
- Photographie : Yoon Joo-hwan
- Montage : Yang Jin-mo
- Musique : Lee Ji-soo
- Production : Yoon Je-kyoon
- Société de production : JK Film, Redrover Co Ltd et Film Company Youn
- Société de distribution : CJ Entertainment
- Pays d’origine :  Corée du Sud
- Langue originale : coréen
- Format : couleur
- Genre : drame
- Durée : 113 minutes
- Dates de sortie :
  -  Corée du Sud : 29 septembre 2020
  -  Viêt Nam : 9 octobre 2020

## Distribution
- Seong Dong-il (en)[5] : Doo-seok
- Ha Ji-won : Seung-yi[6]
  - Park So-yi : Seung-yi jeune
    - Hong Seung-hee : Seung-yi étudiante
- Kim Hee-won (en) : Jong-bae
- Kim Jae-hwa (en) : Madame Jeong
- Jin Yoo-young : le ministre
- Jeong In-gi (en) : Noh, le traducteur
- Kim Yoon-jin : Myeong-ja
- Na Moon-hee (en) : Seungi, la grand-mère

## Production

### Distribution
En mars 2019, Seong Dong-il (en), Ha Ji-won et Kim Yoon-jin sont choisis pour jouer dans le film. La lecture du scénario a lieu en avril 2019 en présence de Seong Dong-il, Ha Ji-won, Kim Yoon-jin, Kim Hee-won (en) et de l'actrice enfant Park So-yi.

### Tournage
Le tournage commence à Incheon le 22 avril 2019 et se termine le 31 juillet.

## Sortie
Le film est projeté lors du gala d'ouverture du Festival du film coréen de Londres le 29 octobre 2020.

## Accueil

### Box-office
Le film sort le 29 septembre 2020 sur 1342 écrans et atteint la première place du box-office dès le lendemain. Au 12 octobre, il avait attiré 1,3 million de spectateurs.
Selon le Cofic, Pawn totalise finalement 13,6 millions $ de recettes et 1,72 million de spectateurs, ce qui le place à la 8e place des films coréens de l'année 2020.
| Entrées Basé sur le réseau informatique intégré des billets d'entrée de cinéma | Entrées Basé sur le réseau informatique intégré des billets d'entrée de cinéma | Entrées Basé sur le réseau informatique intégré des billets d'entrée de cinéma |
| À la date du                                                                   | Entrées cumulées                                                               | Ref.                                                                           |
| ------------------------------------------------------------------------------ | ------------------------------------------------------------------------------ | ------------------------------------------------------------------------------ |
| 21 décembre 2020                                                               | 1 719 196 entrées                                                              | [ 10 ]                                                                         |

| Entrées (personnes) à la date du week-end respectif | Entrées (personnes) à la date du week-end respectif | Entrées (personnes) à la date du week-end respectif |
| Fin de semaine                                      | Entrées (cumulées)                                  | Notes                                               |
| --------------------------------------------------- | --------------------------------------------------- | --------------------------------------------------- |
| 6 décembre 2020                                     | 1 718 991                                           |                                                     |
| 29 novembre 2020                                    | 1 717 763                                           |                                                     |
| 22 novembre 2020                                    | 1 717 051                                           |                                                     |
| 15 novembre 2020                                    | 1 714 518                                           |                                                     |
| 8 novembre 2020                                     | 1 702 252                                           |                                                     |
| 1er novembre 2020                                   | 1 665 270                                           |                                                     |
| 25 octobre 2020                                     | 1 579 196                                           | [ 12 ]                                              |
| 18 octobre 2020                                     | 1 448 734                                           | [ 13 ]                                              |
| 11 octobre 2020                                     | 1 241 310                                           | [ 2 ]                                               |
| 4 octobre 2020                                      | 821 475                                             |                                                     |

### Critiques
Sur le site coréen Naver, le film obtient une cote du public de 9,17. Dans sa critique du film pour HanCinema (en), William Schwartz écrit qu'il est plus gentil que son intrigue. Il critique les costumes et le comportement de Doo-seok (joué par Seong Dong-il (en)) et Jong-bae (joué par Kim Hee-won (en)), au début du film et estime que le film s'en sort grâce à l'alchimie entre les acteurs principaux. Le film fait pleurer les gens, même en utilisant des techniques de montage qui préfigurent l'intrigue. En outre, il fait l'éloge du film pour le message qu'il véhicule sur les familles non traditionnelles et la façon dont l'année 1993 est représentée.
À partir du 30 septembre, le film domine le box-office ainsi que le taux de réservation en temps réel. De plus, l'indice CGV Golden Egg, qui reflète la satisfaction des spectateurs, augmente de 1 % pour atteindre 97%. La côte Megabox est de 9,1 points. La côte Lotte Cinema est de 8,8 points, ce qui est une côte élevée par rapport aux films projetés dans les salles à l'époque. La note du site Naver est également de 9,48 points, en hausse de 0,15 point par rapport à la veille.